# Phloeolaemus quinquearticulatus
Phloeolaemus quinquearticulatus är en skalbaggsart som först beskrevs av Antoine Henri Grouvelle 1896.  Phloeolaemus quinquearticulatus ingår i släktet Phloeolaemus och familjen ritsplattbaggar. Inga underarter finns listade i Catalogue of Life.